# Häver
Häver is een plaats in de Duitse gemeente Kirchlengern, deelstaat Noordrijn-Westfalen, en telt 1.862 inwoners (1 januari 2021, incl. tweede-woningbezitters).
In een gerestaureerde vakwerkboerderij in het dorp is een brandweermuseum gevestigd.

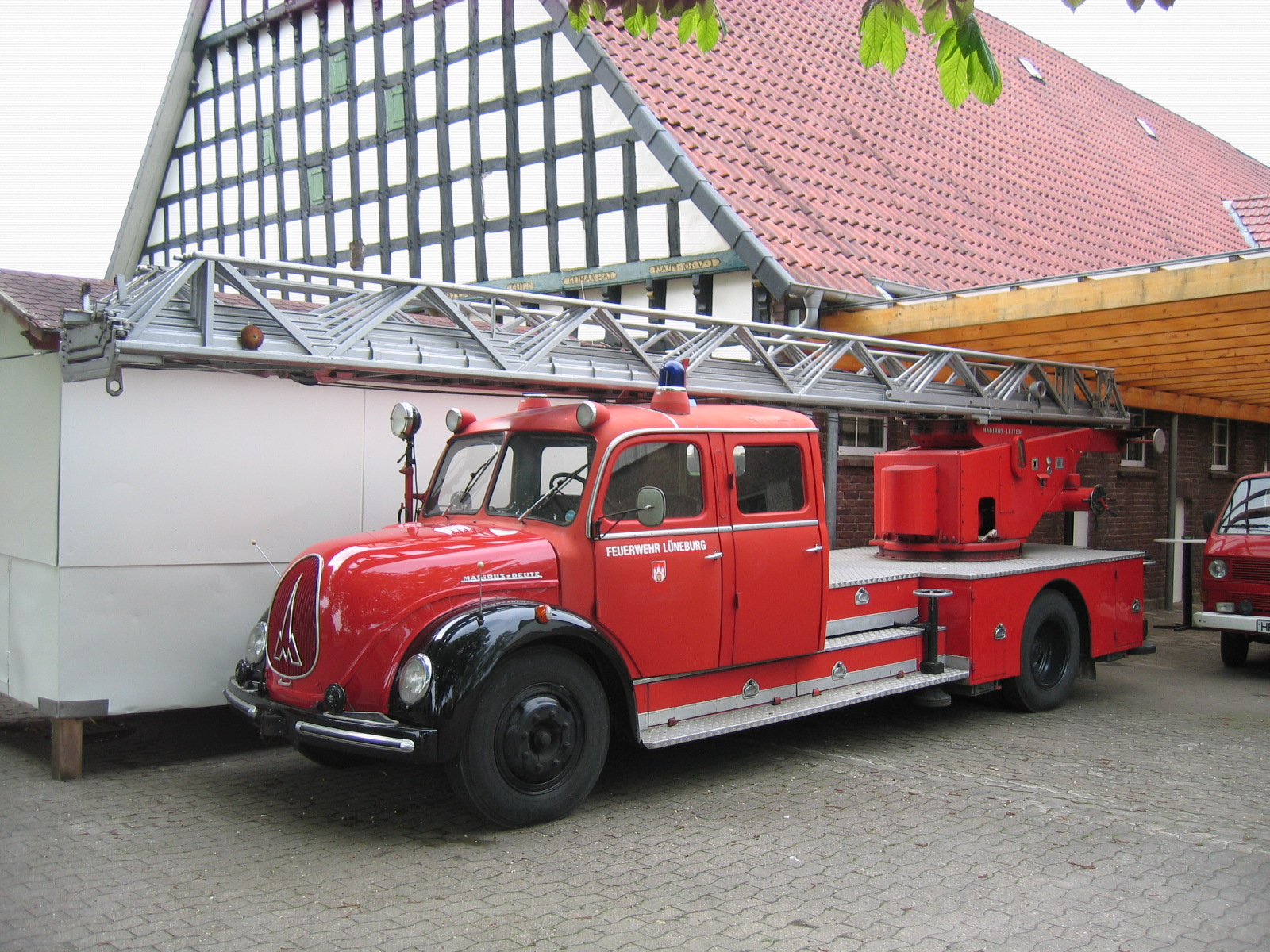
Häver, Brandweermuseum
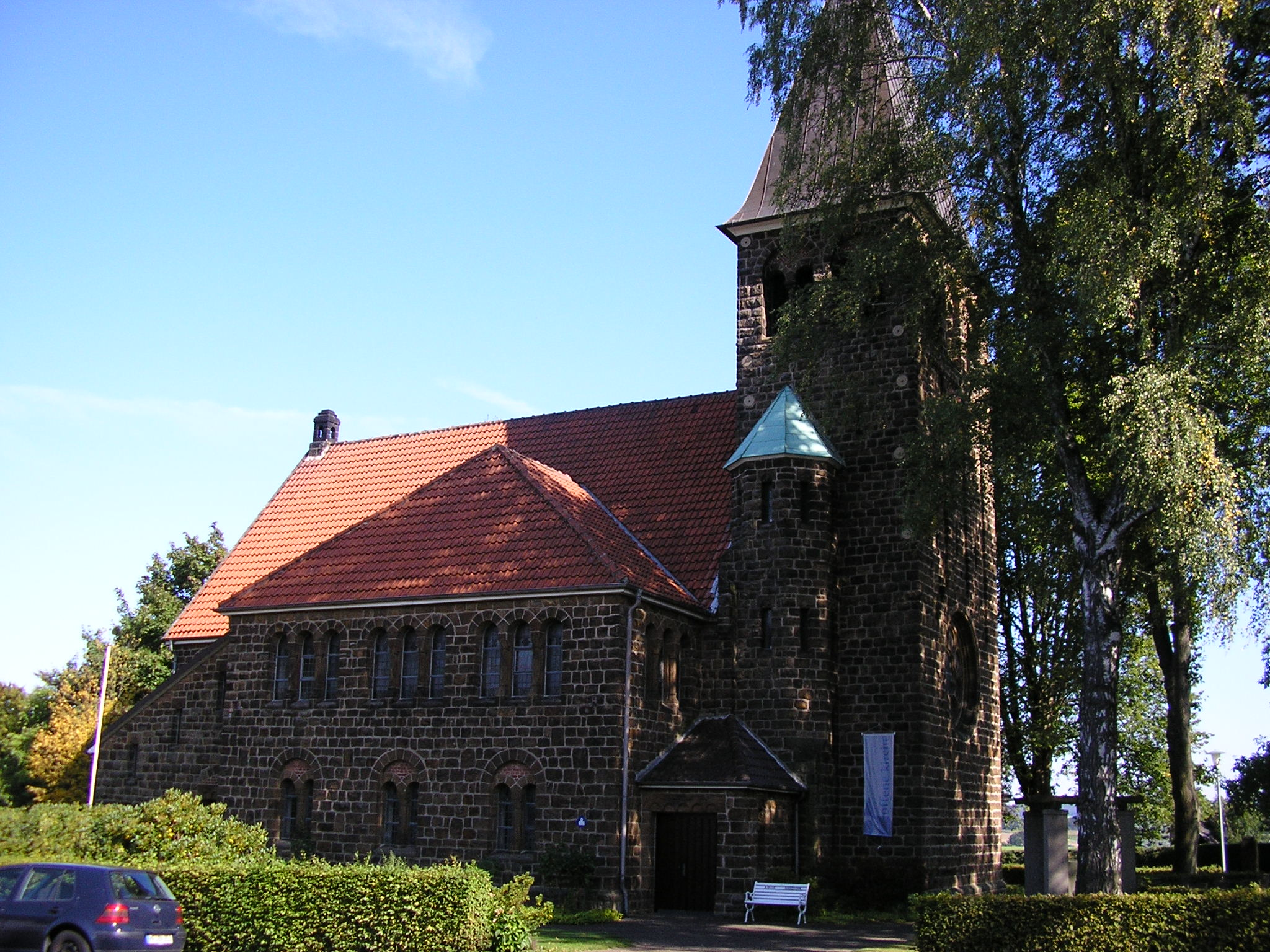
Evang.-lutherse kerk van Hagedorn